# Jakob Čeferin
Jakob Čeferin, slovenski policist in veteran vojne za Slovenijo, * ?
Čeferin je bil direktor Policijske uprave Nova Gorica do leta 2006.